# 碧凤蝶
碧凤蝶（学名：Papilio bianor），别名乌鸦凤蝶（台湾），是一种中至大型的凤蝶。

## 外观
前翅长52～60mm，翅底色为黑色，布有蓝色及绿色亮鳞，蓝色亮鳞多集中在后翅前缘，后翅具尾突，为此种凤蝶之特征。翅呈三角形，后翅外缘波状，体翅黑色。前翅端半部色淡，翅脉间多散布金黄色或金蓝色或金绿色鳞，后翅亚外缘有6个粉红色或蓝色飞鸟形斑，臀角有一个半圆形粉红色斑，翅中域特别是近前缘形成大片蓝色区，反面色淡，斑纹非常明显。前后翅中室封闭式，前翅R脉5条，A脉2条，后翅A脉1条，肩部具钩状小脉，M3延伸成尾突。尾突亦布有蓝色及绿色亮鳞，但边缘仅有黑色鳞而形成出黑框。雌雄两蝶颜色及斑纹几乎相同，雄蝶前翅亚外缘区、外中区、中区下部有4～5个梭形香鳞区，雌蝶后翅外缘之橙红色新月纹较雄虫稍微发达一些。

## 分布
台灣、中国、日本、朝鲜、越南北部、印度和缅甸等。

## 生活史

### 卵
卵为淡黄色球形，表面光滑．散产于寄主植物叶背或叶面，直径约1mm。

### 幼虫
幼虫分5龄。一龄幼虫，体长1～2mm，灰黄色，破殼數小时后变为灰黑色，头端具两条棘，尾端具两长两短四条棘．体背有四列短棘；二龄幼虫，体长3～3.5mm，背面灰黄色，腹面灰色，头端两条棘，尾端四条棘，虫体中部有一白色条纹；三龄幼虫，体长5～10mm，青黄色，前端膨大，具2短棘，尾端有4条棘，体表具疣，表面光亮，中部有一白色条纹；四龄幼虫，体长18～27mm，灰绿色到绿色，体表具疣，虫体中部具白色条纹；五龄幼虫，体长30～52mm，初为黄绿色，后转为暗绿色，腹面白色．体侧具四条黑色斜纹，前端具黑色曲线状条纹，体表光滑，前后端具两短棘。
幼虫以芸香科的贼仔树（Tetradium glabrifoliom）、食茱萸、飞龙掌血（Toddalia asiatica）和柑橘等植物为主要寄主植物。

### 蛹
有褐色及绿色两型，长32mm，宽13mm。绿色型身体背面中央有浅黄色背线，并在缠绕丝线处中央有黄色斑，褐色型体色为浅褐色，无特殊斑纹。

## 亚种
- P. b. bianor Cramer, 1777 (指名亚种)
- P. b. doii Matsumura, 1928
- P. b. ganesa Doubleday, 1842 (蓝斑亚种)
- P. b. hachijonis Matsumura, 1919
- P. b. junia Jordan, 1909
- P. b. kotoensis Sonan, 1927 (兰屿亚种)
- P. b. mandschurica Matsumura, 1927
- P. b. nakaharae Matsumura, 1929
- P. b. pinratanai Racheli & Cotton, 1983
- P. b. stockleyi Gabriel, 1936
- P. b. takasago Nakahara & Esaki, 1930 (台湾亚种)
- P. b. tokaraensis Fujioka, 1975

## 圖片

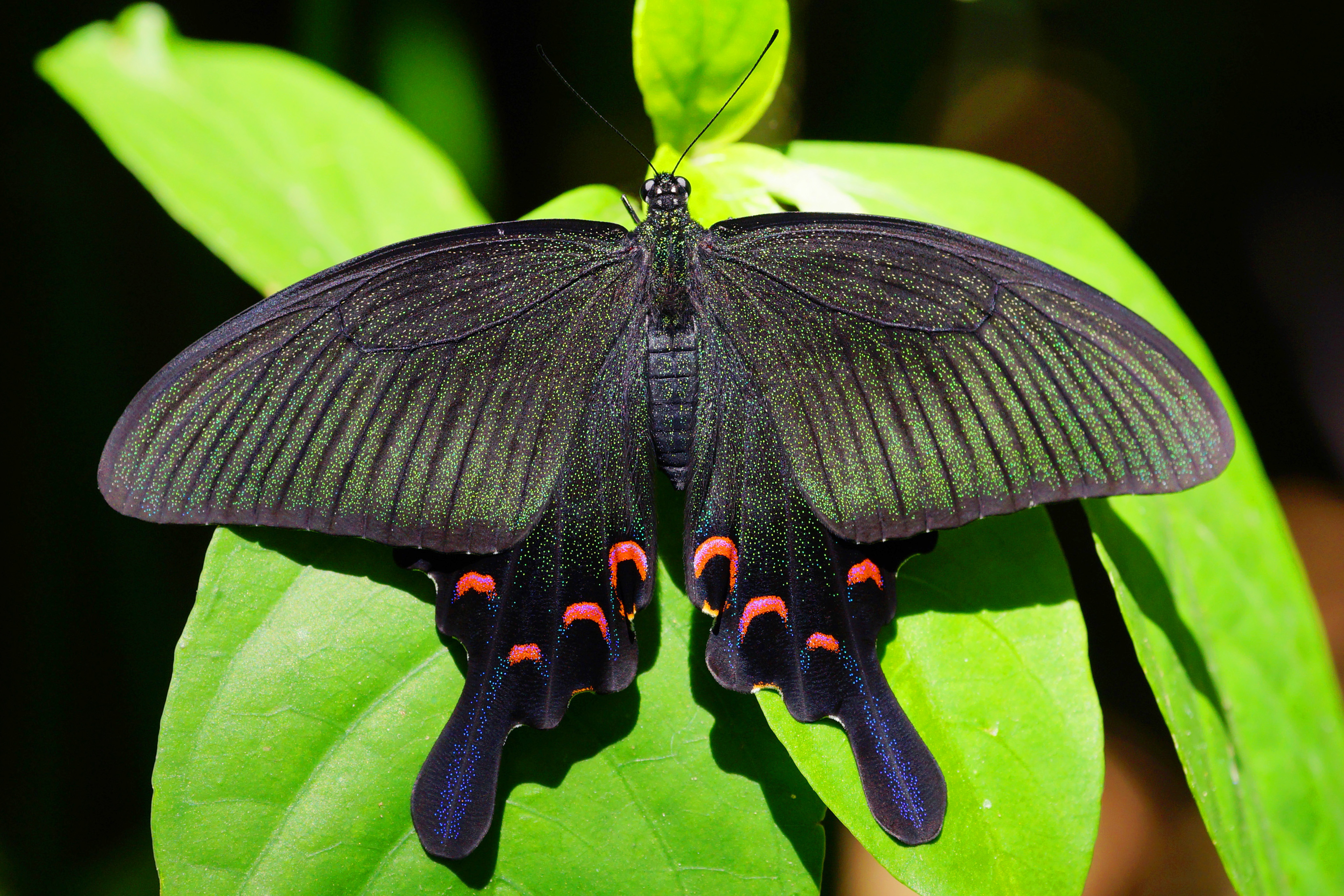
雌蝶（ P. b. thrasymedes）背面
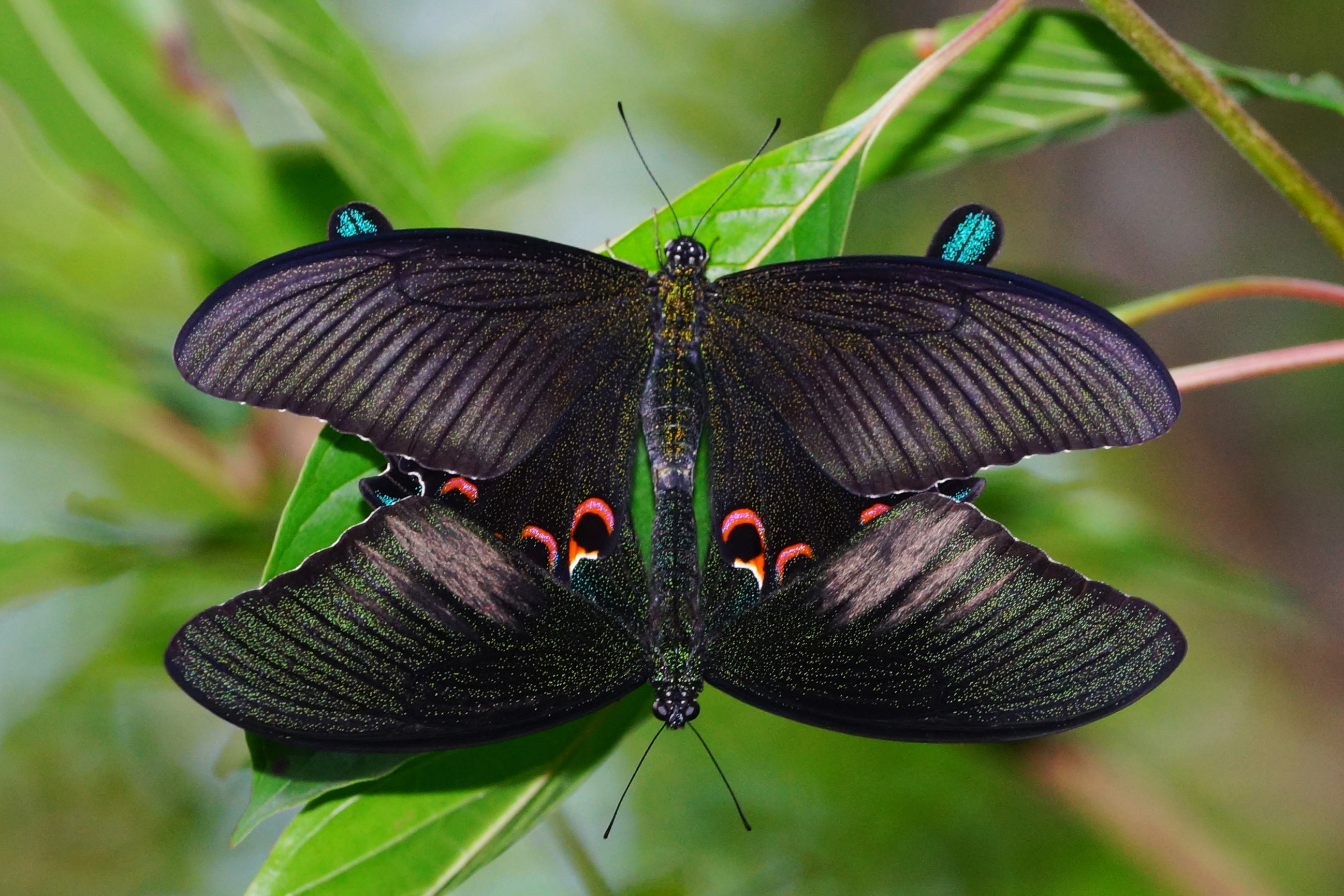
交尾
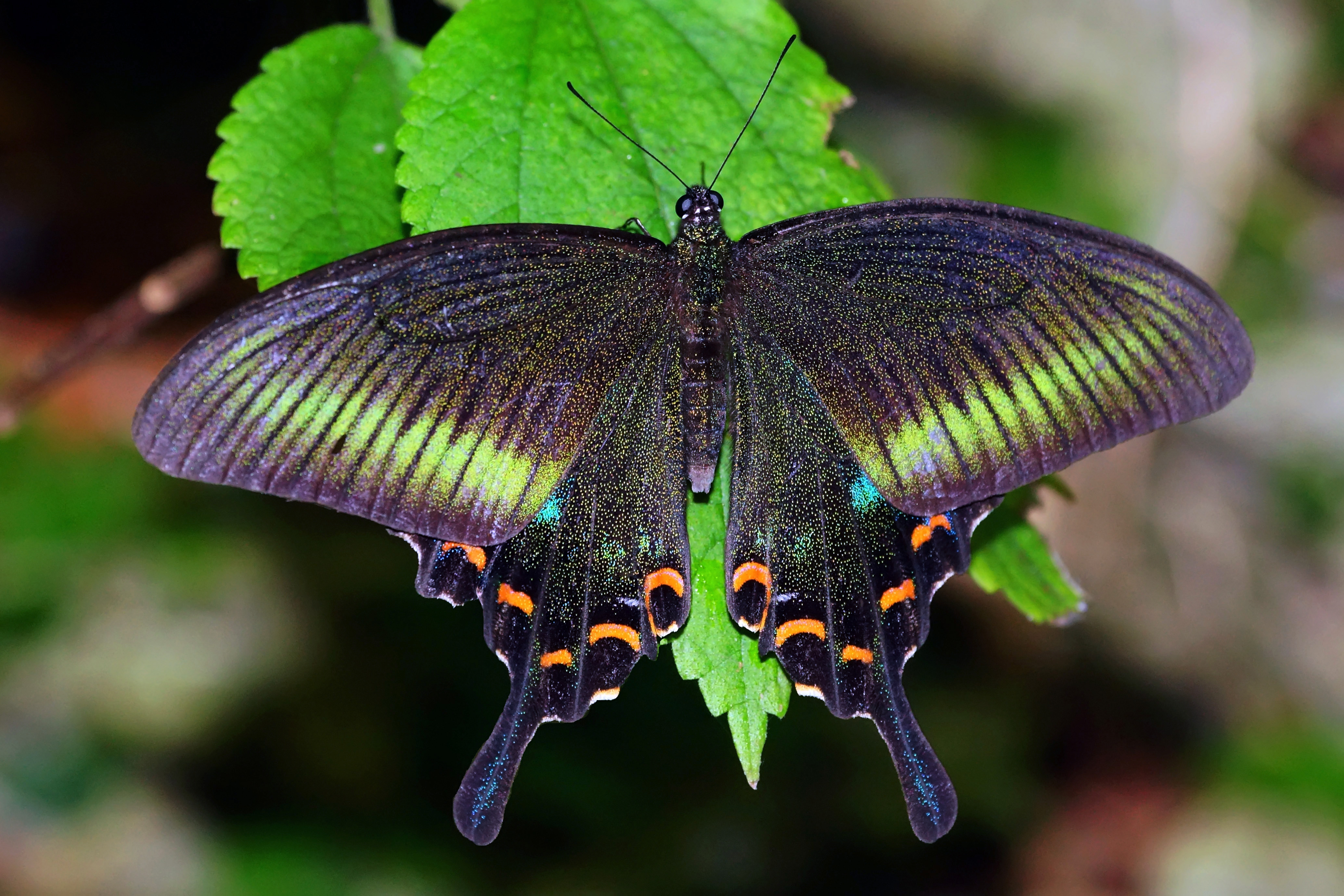
蘭嶼亞種（P. b. kotoensis）
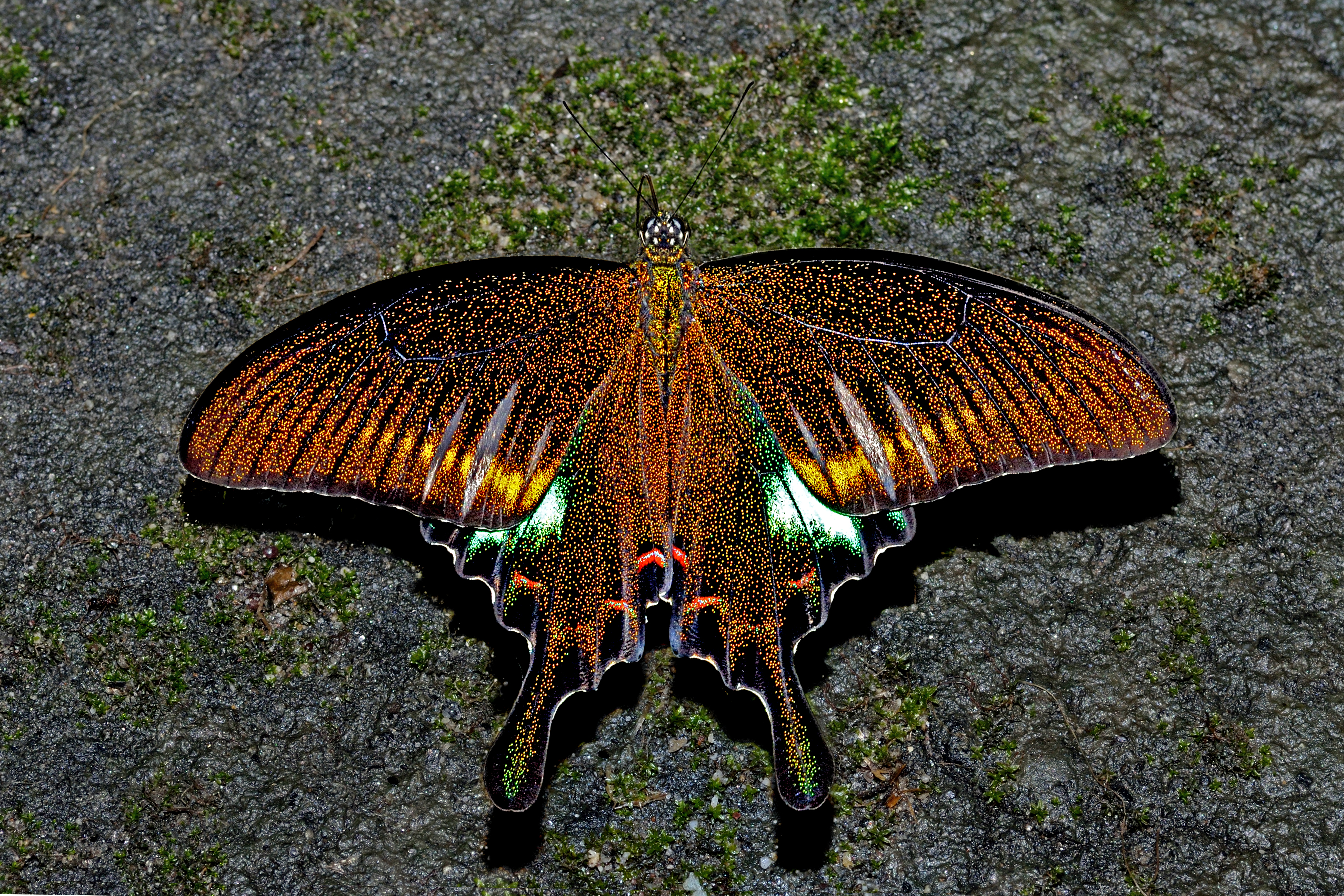